# Oncologia

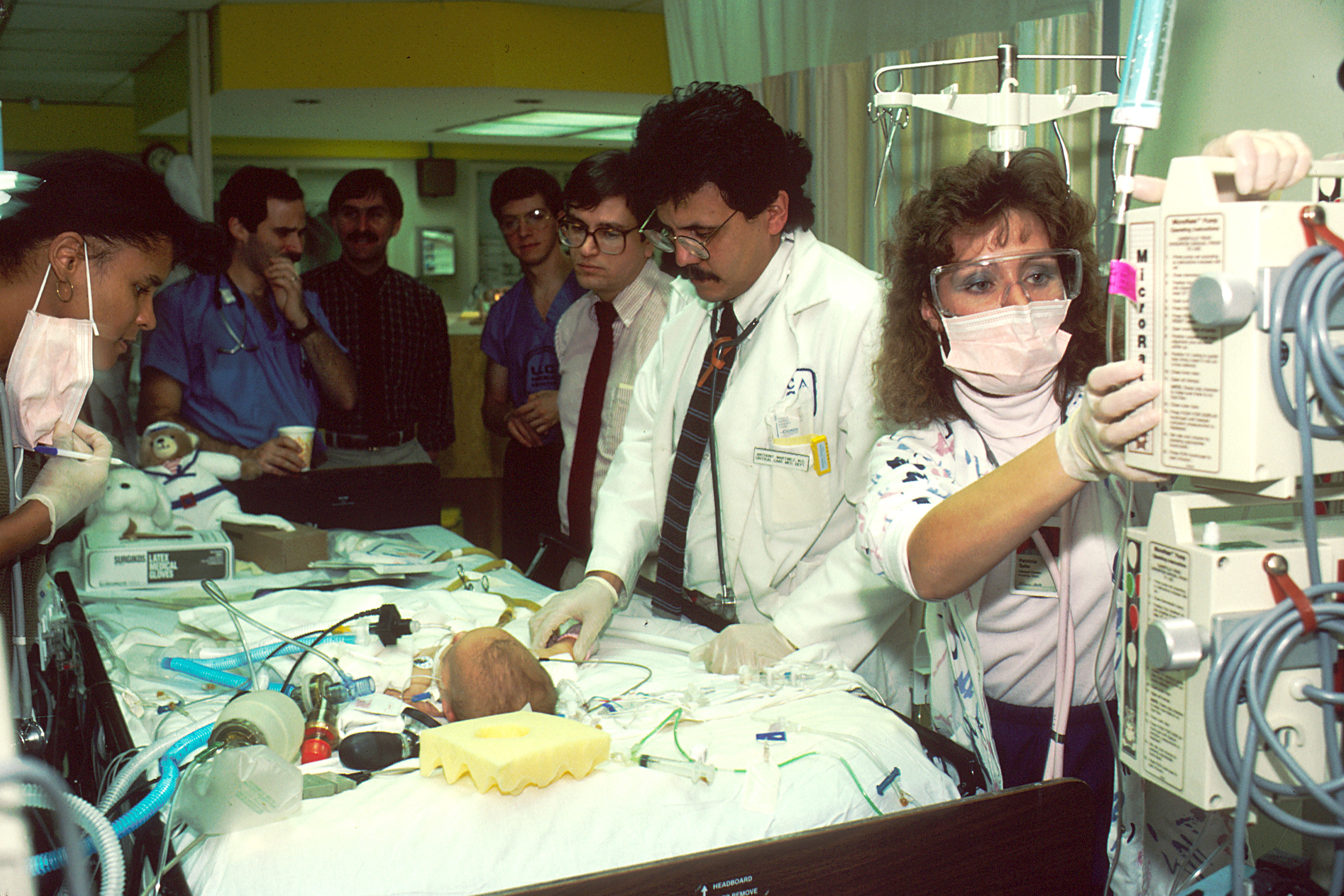
Visita per un piccolo paziente

L'oncologia (dal greco antico: ὄγκος?, óncos, "rigonfiamento" e   λόγος, lógos, "studio") è la branca specialistica della medicina che concerne lo studio e il trattamento dei tumori.

## Storia
Ad oggi si può facilmente credere il cancro una malattia moderna. Cancro e malattie cardiovascolari sono le patologie più frequenti e le maggiori cause di morte nell'età avanzata, ma è stato solo nell'ultima frazione del secolo scorso che larghe parti di popolazione hanno avuto la possibilità di raggiungere la settima, ottava e nona decade di vita, decadi nelle quali le malattie di cui si diceva sono tra le più comuni. L'aspettativa di vita nell'antico Egitto era di circa quarant'anni; diminuì notevolmente durante il Medioevo, prima di risalire agli stessi livelli verso la metà del XIX secolo.
I significativi valori di aspettativa di vita dei giorni nostri (per l'Italia è di 77,5 anni per i maschi e 83,5 anni per le femmine) 
sono stati ottenuti attraverso la sconfitta o il controllo di un gran numero di malattie altrimenti mortali quali peste, colera, diabete, malnutrizione, malattie dell'infanzia e malattie infettive quali la tubercolosi, scarlattina, difterite, pertosse, morbillo, vaiolo, febbre puerperale, sifilide e tubercolosi non respiratoria sono state virtualmente eliminate dalle cause di morte.
Un secondo punto riguarda il fatto che i miglioramenti nel frattempo ottenuti nel campo della diagnosi clinica hanno condotto ad individuare un maggior numero di casi di cancro, una porzione dei quali in precedenza non sarebbe stata identificata. I notevoli avanzamenti nella diagnostica per immagini e nelle altre tecniche di diagnosi hanno contribuito significativamente ad aumentare, oltre la casistica, l'accuratezza nella diagnosi di cancro.
Questi avanzamenti tecnologici sicuramente costituiscono un artefatto circa l'aumento di casi di cancro; in realtà c'è indubitabilmente un oggettivo incremento del numero di pazienti affetti da neoplasie, in quanto maggiore è negli ultimi tempi l'esposizione ad agenti eziologici. Il cancro del polmone era estremamente raro all'inizio del XX secolo; il fumo di sigaretta ha reso, un secolo dopo, tale neoplasia una delle più comuni. Si osservi al proposito che uno dei primi significativi testi sul carcinoma polmonare, di Isaac Adler, è del 1912.

Fuori dall'ambito oncologico, nuove malattie vengono segnalate nello stesso periodo. Prenderanno piede anch'esse nello stesso volgere di tempo. Secondo Poole-Wilson et al., l'infarto miocardico viene descritto per la prima volta nel 1910, quindi nel 1912. 
L'appendicite acuta è segnalata in un lavoro scientifico solo nel 1886.
Il cancro non è una malattia moderna, ma è stata sempre presente nei tempi andati. Tuttavia risulta ai giorni nostri un fenomeno molto più comune che nel passato in gran parte a causa della crescita della popolazione mondiale e di un'età più tarda che raggiunge una porzione maggiore di essa.
I ricercatori hanno tentato di trovare primissime prove di casi di cancro studiando i resti fossili. Già un lavoro del 1917
riferiva della scoperta di un tumore nella coda di un dinosauro. Ma è rimasto il dubbio se il rigonfiamento sia veramente da addebitare a un tumore maligno ovvero sia una conseguenza "callosa" di una ferita alla coda. R. Moodie e O. Abel 
descrivono nel 1924 un tumore delle vertebre dorsali di un mosasauro, un rettile marino estinto vissuto nel Cretaceo superiore; ma non è stato possibile ottenerne una prova inoppugnabile di malignità. Il tumore, ancora una volta, potrebbe essere il risultato di una ferita ovvero una lesione di altro tipo (osteosarcoma), come nel caso (citato in) di un tumore scoperto nei resti fossili di un femore di un orso delle caverne.
Una prima evidenza certa è descritta da P.H. Gray nel 1967. Riguarda la presenza, in resti di scheletro umano, sia di tumori delle ossa che di lesioni litiche distruttive. L'esame radiografico è stato in grado di scoprire depositi occulti più piccoli, indicativi di una lesione diffusa.
Il rigonfiamento in un femore di homo herectus (pitecantropo), risalente al 450.000 a.C. circa, è stato interpretato come neoplasia, ma con altrettanta probabilità può trattarsi di miosite ossificante. Un cranio di uno scheletro risalente alla XXVIII Dinastia dell'Antico Egitto (1200 a.C. circa) mostra una lesione relativa a distruzione maligna di mascella, seni e palato e con una zona circostante di osteite. Una radiografia del cranio di un uomo (di circa 30 anni) di epoca pre-colombiana ha rivelato la presenza di 26 lesioni, con aspetto che suggerisce un mieloma multiplo.

## I tumori

### Nomenclature
“Neoplasia” (dal greco antico: νέος?, nèos, "nuovo" e  πλάσις, plásis, "formazione") è la proliferazione anomala e incontrollata di cellule in un tessuto o in un organo del corpo. La maggior parte delle neoplasie proliferano a formare masse, più o meno distinte dalla zona in cui sorgono. In questo senso il termine neoplasia è usato come sinonimo di “tumore” (dal latino tumeo, gonfio).
Il termine “cancro” è solitamente impiegato come sinonimo di neoplasia maligna. Le neoplasie maligne mostrano un alto grado di anaplasia, ed hanno la proprietà di invadere le strutture adiacenti e la capacità di diffondersi ad altri organi attraverso il sistema linfatico e il circolo ematico. La forma di cancro più frequente è il carcinoma, una classe di tumori maligni che sorgono dalle cellule epiteliali nella pelle, nel tratto gastrointestinale e in altri organi interni (qualora interessi gli epiteli ghiandolari si parla di adenocarcinoma). A titolo di esempio di forme di cancro diverse dal carcinoma, possono essere menzionati i sarcomi, che derivano da cellule dei tessuti molli (muscoli, vasi sanguigni, tessuto adiposo) e delle ossa, i gliomi, che risultano dalla trasformazione delle cellule gliali del sistema nervoso centrale, i linfomi, che derivano dalla trasformazione neoplastica dei linfociti, il melanoma che deriva dalla trasformazione neoplastica dei melanociti della cute o di altri organi.

### Grading e stadiazione
A livello clinico il "grado" e lo "stadio" del tumore sono fattori aggiuntivi importanti, che influenzano la scelta del trattamento e permettono la formulazione di una prognosi.
Il grado si basa su una combinazione di parametri istologici, in particolare il livello di atipia nucleare e la differenziazione cellulare, che riflettono l'aggressività di un tumore. Viene regolato numericamente (grado 1-4) o in maniera descrittiva ("alto" grado, "basso" grado). In generale, fra atipia nucleare e differenziazione esiste una correlazione inversa; più è elevato il grado di atipia nucleare, meno differenziate risultano le cellule tumorali; un cancro di basso grado è usualmente costituito da cellule ben differenziate.
Il sistema di stadiazione TNM, sviluppato e tenuto aggiornato dalla International Union Against Cancer (UICC), è lo strumento più largamente utilizzato per classificare l'estensione di un cancro. Il sistema si basa sulle caratteristiche del tumore primitivo (T): dimensioni, posizione, infiltrazione di tessuti vitali adiacenti (T); l'assenza o presenza di metastasi nei linfonodi locoregionali rispetto all'organo interessato (N), e l'assenza o presenza di metastasi distanti (cioè in altri organi) (M). Oltre ai tre elementi principali T,N,M, il sistema permette la codifica di elementi accessori dell'estensione della malattia: l'invasione di vasi linfatici (L), l'invasione dei vasi venosi (V), l'estensione della malattia residua dopo la terapia preoperatoria (R). Esistono infine numerosi modificatori che permettono la registrazione di ulteriori dettagli.